# Roman Pol
Roman Pol – polski matematyk, profesor nauk matematycznych. Specjalizuje się w topologii. Profesor zwyczajny w Instytucie Matematyki Wydziału Matematyki, Informatyki i Mechaniki Uniwersytetu Warszawskiego.

## Życiorys
Studia matematyczne ukończył na Uniwersytecie Warszawskim, gdzie następnie został zatrudniony i zdobywał kolejne awanse akademickie. Tytuł naukowy profesora nauk matematycznych otrzymał w 1994. Członek Polskiego Towarzystwa Matematycznego.
Swoje prace publikował w takich czasopismach jak m.in. „Journal of Mathematical Analysis and Applications”, „Topology and its Applications”, „Houston Journal of Mathematics”, „Fundamenta Mathematicae”, „Proceedings of the American Mathematical Society” oraz „Israel Journal of Mathematics”.
Laureat Nagrody im. Stefana Mazurkiewicza (1982).